# Copelatus subsimilis
Copelatus subsimilis är en skalbaggsart som beskrevs av Guignot 1958. Copelatus subsimilis ingår i släktet Copelatus och familjen dykare. Inga underarter finns listade i Catalogue of Life.